# Möckern (Turingia)
Möckern (Thüringen) este o comună din landul Turingia, Germania.